# Guerra Civil do Chade (2005–2010)
A Guerra civil no Chade teve início em dezembro de 2005. O conflito envolveu as forças governamentais e vários grupos rebeldes chadianos - estas incluem a Frente Unida para a Mudança Democrática (FUC), a União das Forças para a Democracia e o Desenvolvimento (UFDD), a Reunião de Forças pela Mudança (RFC) e a Concórdia Nacional do Chade (CNT). Ao lado dos rebeldes, está a milícia árabe Janjawid, abertamente apoiada pelo governo do Sudão. A Líbia tentou intermediar o conflito, assim como diplomatas de outros países.
Desde a sua independência da França em 1960, o Chade tem sido atolado pela guerra civil entre os árabes e muçulmanos do norte e cristãos subsaarianos do sul. Como resultado, a liderança e a presidência no Chade é disputada entre os cristãos sulistas e os muçulmanos nortistas. Quando um dos lados está no poder, o outro lado normalmente inicia uma guerra revolucionária para enfrentá-lo. A França, a antiga potência imperial de ocupação, e a Líbia, vizinha do norte, se envolveram em vários momentos ao longo desses conflitos.
Em 2003, o conflito na região de Darfur, no vizinho Sudão, expandiu através da fronteira com o Chade. Os refugiados do Sudão se juntaram aos civis do Chade que estavam tentando escapar da violência rebelde e, eventualmente, encheram os campos. Ficou claro que os rebeldes do Chade receberam armas e assistência por parte do governo do Sudão. Ao mesmo tempo, os rebeldes do Sudão conseguiram ajuda do governo do Chade.
O Governo do Chade estimava em janeiro de 2006 que 614 cidadãos chadianos tinham sido mortos nas batalhas fronteiriças.  Em 8 de fevereiro de 2006, foi assinado o "Acordo de Trípoli", que cessou a guerra por aproximadamente dois meses.
No entanto, a persistência de combates levou a várias tentativas para um novo acordo. Em 2007, surgiu uma brecha entre as duas principais tribos, a Zagaua e a Tama. A tribo Zagaua, a qual pertence o presidente chadiano Idriss Déby, acusa o governo sudanês de colaborar com os membros da tribo rival Tama.
Em fevereiro de 2008, três grupos rebeldes se uniram e lançaram um ataque contra a capital do Chade, N'Djamena. Depois de lançar um ataque que não conseguiu tomar o palácio presidencial, o ataque foi repelido decisivamente. A França enviou tropas para fortalecer o governo. Muitos dos rebeldes eram antigos aliados do presidente Idriss Déby. Acusaram-no de corrupção contra membros de sua própria tribo.
A guerra civil no Chade é uma guerra regional, que tem profundas ligações a conflitos em Darfur e com a guerra civil na República Centro-Africana.

## Antecedentes
Em 2005, o presidente do Chade Idriss Déby - que havia conquistado o poder em 1990, após lançar uma ofensiva contra o governo central da época, a partir do Darfur e com apoio da Líbia - alterou a Constituição do país para que ele pudesse concorrer a um terceiro mandato, o que desencadeou a partir deserções em massa exército.
As deserções do exército chadiano em larga escala a partir 2004 e 2005 obrigou Deby a desmantelar a seu guarda presidencial e a formar uma nova força militar de elite, o que acabou por enfraquecer a posição do presidente e a incentivar o crescimento dos grupos armados de oposição. Foram formados grupos armados, como a União para a Democracia e a Liberdade em agosto de 2005, e a Plataforma para a Mudança, Unidade e Democracia (SCUD) dois meses mais tarde, que tentaram derrubar o governo de Déby, acusando-o de ser corrupto e totalitário. Ainda naquele ano, a RDL e o SCUD se juntaram a outros seis grupos para formar a Frente Unida para a Democracia e Mudança (FUCD).
A situação se agravou com a suposta acumulação de riqueza petrolífera por Déby e seu séquito.

## Cronologia

### Rusgas na fronteira Chade-Sudão
Desde 2004, militantes da milícia sudanesa Janjawid envolvidos no conflito de Darfur  têm atacado aldeias e vilas no leste do Chade, roubando gado, assassinando cidadãos e queimando suas casas. Mais de 200 mil refugiados da região de Darfur, região noroeste do Sudão, pediram asilo no leste do Chade. Refugiados da República Centro-Africana também estão entrando, sob a supervisão das Nações Unidas, no sul do Chade. O presidente Idriss Déby acusa o seu correspondente sudanês Omar Hassan Ahmad al-Bashir de tentar desestabilizar o Chade, exportando a guerra de Darfur para o seu país.
Dois grupos rebeldes, o RDL e o SCUD (formados entre agosto e outubro de 2005), tentaram derrubar o governo do Chade, acusado poe eles de corrupção e totalitarismo. Em dezembro de 2005 havia mais de 4 mil rebeldes na região fronteiriça entre Sudão e Chade. Sobre as acusações de Déby contra o Sudão, o ministro das Relações Exteriores sudanês al-Samani Wasiylah afirmou em 28 de dezembro que "isso é um disparate - ele [Déby] está apenas a tentar desviar a atenção dos problemas internos que ele está tendo. Este é um motim do exército [do Chade], todos sabem disso, e nós não queremos nos envolver no nisso."
O Chade negou relatos de que a sua força aérea realizou missões de reconhecimento no espaço aéreo sudanês.

### Batalha de Adré
Em 18 de dezembro de 2005, um ataque de militantes da RDL e da SCUD às tropas chadiana na cidade de Adré, próximo à fronteira sudanesa, matou entre 100 e 300 rebeldes, cinco soldados e três civis. Aquele era o segundo ataque na região em três dias. O porta-voz do Ministério das Relações Exteriores sudanês Jamal Mohammed Ibrahim negou incentivo aos rebeldes.
O ministro das Comunicações chadiano Hourmadji Moussa Doumgor anunciou que seu país acreditava na responsabilidade do governo sudanês pelos ataques rebeldes, uma vez que eles ocorreram a partir das fronteiras do Sudão.
Em 26 de dezembro, o ministro das Relações Exteriores chadiano Ahmad Allam-Mi disse a embaixadores estrangeiros na capital N'Djamena que "Os atentados foram repelidos pelo exército chadianos, que, utilizando o seu direito de perseguição, destruiu algumas bases rebeldes implantadas em território sudanês."

### Atritos em cidades fronteiriças
Em 6 de janeiro de 2006, militantes do Janjawid atravessaram a fronteira do Sudão em direção ao Chade e atacaram as cidades de Borota, Ade, e Moudaina, deixando um saldo de nove civis mortos e três gravemente feridas. O governo do Chade declarou que "as milícias sudanesas atacaram os assentamentos de Borota, Ade, Moudaina… ontem matando nove e ferindo três entre a população civil… chadianos. O governo chadiano mais uma vez adverte o governo sudanês contra qualquer ação precipitada, porque a agressão das milícias sudanesas não ficará impune por muito mais tempo."

### Acordo de Trípoli
Em 8 de fevereiro de 2006, os presidentes do Chade, Idriss Déby, do Sudão, Omar Hassan al-Bashir, e da Líbia, Muammar al-Kadhafi, assinaram o Tratado de Trípoli, que prometia acabar com o conflito. O acordo foi alcançado depois de uma mini-cúpula em Trípoli, capital líbia, organizado por al-Qaddafi.
Também compareceram ao encontro os presidentes Denis Sassou Nguesso (da República do Congo e então da União Africana), François Bozizé (da República Centro-Africana) e Oumar Konaré (da Comissão Alpha da UA).
No entanto, rebeldes da UFDC disseram que o tratado era apenas "um pedaço de papel com assinaturas nele" e que "significa nada."
Exigências originais do líder rebelde chadiano Mohammed Nour - como a de que Déby deveria renunciar ao poder e, em um período de dois anos, realizar eleições nacionais livres e justas - foram modificadas. Nour queria a convocação de um fórum nacional, antes do final de junho de 2006, para que os partidos e organizações de oposição discutissem a forma como o país deveria fazer a transição política.
Em 6 de março, o Comité Ministerial Africano (constituído pelos chanceleres do Chade, Sudão, Líbia, República Centro-Africana, Congo-Brazzaville e Burquina Fasso, além do presidente do Conselho Executivo da Comunidade dos Estados Sahel-saarianos ) reuniu-se em Trípoli. Said Djinnit, comissário para a paz e a segurança da União Africana, despachou seu relatório sobre o conflito e a comissão concordou com a criação de grupos de vigilância sobre a fronteira chade-sudanesa.
A expectativa era a de que o acordo de Trípoli fosse implementado após umaa próxima reunião da comissão, antes do final de março. A comissão identificou dez posições para vigilância ao longo da fronteira - cinco do lado chadiano e cinco do lado sudanês -, e a expectativa era para formar grupos de controle e mecanismos para o seu funcionamento. O chanceler líbio declarava que a reunião havia sido "construtiva, sincera e detalhada" e que os resultados foram "práticos".

### Continuidade das atividades rebeldes
Nour alertava que esperaria a reação do presidente Déby a proposta de fórum. "Em caso de recusa, então vamos atacar usando a força para removê-lo. Ninguém deseja uma guerra, mas se essa for a única maneira, nós vamos para o Chade."  Pequenos grupos rebeldes e membros do exército do Chade prometeram manter-se fiéis a UFDC. Em 13 de fevereiro, um outro grupo rebelde aderiu a UFDC. Nour anunciava que a UFDC era "oito vezes mais forte" do que quando atacou a cidade de Adré em 18 de dezembro.
O coronel Bishara Moussa Farid, que havia atuado nas forças de paz em Ruanda e na República Democrática do Congo e que tinha também ajudado tanto Déby quanto seu antecessor Hissène Habré a manter o controle do governo do Chade, desertou do exército chadiano e afirmou que a UFDC estava em "muito melhor situação do que nas rebeliões anteriores" e que o grupo rebelde "não tinha equipamentos e armas pesadas como tinham agora." Em 20 de fevereiro, dois generais de alta patente, Sedi Aguid e Issaka Diar, foram ao Sudão sem autorização do Governo do Chade. O presidente Déby questionou sobre o que "oficiais foram fazer em território sudanês.", e o general Nour respondeu que os generais estavam "em um dos nossos campos na fronteira".

### Violação do acordo
Em 6 de março, o Tratado de Trípoli foi violado quando os milicianos Janjawid atravessaram a fronteira sudanesa e atacaram a cidade chadiana de Amdjereme. O governo chadiano acusou-os de roubar centenas e, em alguns casos, milhares de animais de cultivo pertecentes a chadianos. As forças militares chadianas perseguiram os militantes Janjawid do outro lado da fronteira e recuperou o gado roubado.
Em 13 de abril de 2006, milhares de milicianos atacaram a capital N'Djamena, mas o exército regular repeliu a ação e deteve muitos rebeldes. Déby acusou o Sudão de apoiar, armar e treinar os insurgentes, enquanto o governo sudanês alegou que o Chade dava suporte aos rebeldes em Darfur.
A batalha ocorreu poucas semanas após a assinatura do Acordo Trípoli. Como resultado, Déby rompeu relações diplomáticas com o governo do Sudão, expulsou diplomatas deste país e ameaçou expulsar centenas de milhares de refugiados sudaneses que estão no Chade, que fugiram do conflito em Darfur. Nos combates, morreram mais de 350 rebeldes e cerca de trinta soldados leais ao governo em N'Djamena, de acordo com fontes oficiais do Chade, além de mais cem rebeldes feridos e outros 271 que foram detidos.
No dia 13 de abril de 2006, um massacre perpetrado pela Janjawid e por rebeldes chadianos na aldeia de Djawara, região leste do Chade, matou a tiros ou por decapitação cerca de 100 civis. A organização não-governamental Human Rights Watch informou que entre 12 e 13 abril, a Janjawid havia também matado 43 pessoas em três outras aldeias vizinhas - Gimeze, Singatao, e Korkosanyo.
Em 3 de maio de 2006, foram realizadas eleições presidenciais. Com o boicote dos partidos de oposição, Déby foi reeleito para um terceiro mandato. Em novembro de 2006, o governo instituiu estado de emergência na capital e no norte, leste e sul do país. Agências de ajuda internacional evacuaram seus vonluntários, na sequência de uma escalada da atividade rebelde.
Em dezembro, eclodiram violentos combates entre o exército e rebeldes na região leste. O líder rebelde da FUC, Mahamat Nour Abdelkerim, assinou um acordo de paz com o presidente Déby.

### Nour no ministério da Defesa

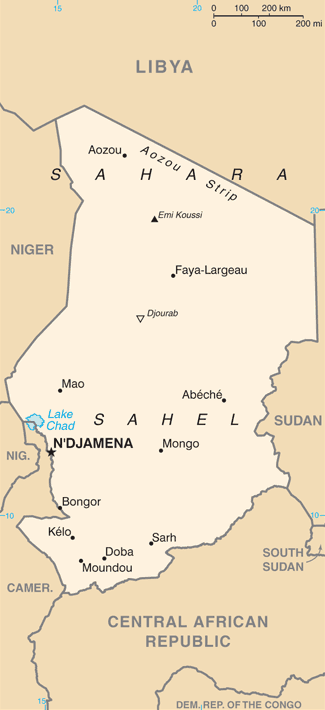
Mapa do Chade

Em fevereiro de 2007, uma coligação de quatro grupos rebeldes disse ter tomado a fronteira oriental da cidade de Adre. O governo do Chade rejeitou um plano de ter tropas da ONU ao longo da sua fronteira oriental. As vítimas deste ataque foram documentados em um filme  chamado Google Darfur. Em março, o ex-líder rebelde Mahamat Nour Abdelkerim se tornou ministro da Defesa. O governo do Chade disse que a milícia Janjawid atacou e destruiu duas aldeias no leste do país.
Os líderes dos quatro principais grupos rebeldes concordaram no início de outubro a entrar em negociações de paz com o governo. No entanto, durante o mesmo mês, a violência seguiu no leste do Chade. Em um episódio, cavaleiros árabes atacaram e incendiaram aldeias cujos habitantes eram em sua maioria negros. O ataque deixou 300 civis mortos.
Além disso, a violência entre as comunidades Tama e Zagaua eclodiu após um grupo armado tama, que já tinha servido militarmente ao ministro da Defesa Mahamat Nour, abandonou a cidade de Guereda (leste do Chade) e se moveu para as proximidades da fronteira sudanesa. Os confrontos foram seguidos de combates isolados na mesma região, colocando tropas governamentais contra uma recém-fundida aliança de rebeldes que brevemente tinah tomado duas cidades em outubro.
Em 16 de outubro, o governo do Chade declarou estado de emergência nas regiões de Uadai, Wadi Fira e Salamat. Como medida de precaução, o estado de emergência foi estendido para outras partes da região centro-norte do país, incluindo a capital e as regiões montanhosas Borkou, Ennedi, Tibesti e a região de fronteira com a Líbia. Em 19 de outubro, soldados leias a Déby e combatentes da Frente Unida para a Mudança Democrática se enfrentaram na cidade de Goz Beida.

### Nova proposta de paz
Em 26 de outubro de 2007, o governo do Chade e os quatro principais grupos rebeldes que atuam no leste do país assinaram em Trípoli um novo acordo de paz diante de dirigentes do Chade, da Líbia e do Sudão. O documento foi ratificado por Adoum Younousmi (ministro da Infra-estrutura do Chade) e pelos líderes das facções rebeldes: União de Forças pela Democracia e Desenvolvimento (UFDD), da UFDD-Fundamental, da União de Forças pela Mudança (UFC) e pela Concórdia Nacional do Chade (CNT).

### Sem cessar-fogo
No final de novembro, o líder rebelde Mahamat Nouri acusou o presidente Idriss Déby de ordenar um ataque contra seus subordinados no leste do Chade. O exército declarou na rádio pública do país que havia "centenas de mortos" e "vários feridos" de combatentes da UFDD. Abakar Tollimi, secretário-geral da UFDD, contestou os dados do exército, dizendo que apenas 17 rebeldes havia sido mortos. "Matamos mais de 100 entre as fileiras do exército", disse ele após a confrontos.
Em 30 de novembro, a UFDD declarou "estado de guerra" contra forças militares estrangeiras e francesas no Chade, em um claro aviso à EUFOR Chad/CAR, uma tropa de manutenção da paz da União Europeia composta por 3.700 soldados, que cumpria uma missão, designada pelas Nações Unidas, de proteger campos de refugiados onde viviam mais de 400 mil chadianos e sudaneses.

### Batalha em N'Djamena
Em 31 de janeiro de 2008, rebeldes disseram ter tomado uma cidade estrategicamente importante na região central de Batha (a cerca de 400 quilômetros da capital N'Djamena). Um porta-voz dos vários grupos rebeldes que uniram forças - que passaria a chamar Comando Militar Unificado (CMA) - disse que Oum Hadjer havia sido capturada em 30 de janeiro. O efetivo do exército foi imediatamente ampliado em N'Djamena, no caso dos rebeldes lançarem ofensiva sobre a capital. "Estamos caminhando para N'Djamena", declarara à AFP o porta-voz do CMA Abderaman Koulamallah.
Em 2 de fevereiro, havia relatos de que rebeldes chadianos tinham entrado na capital N'Djamena e foram direto para o palácio presidencial. Milhares deles diziam que tinham cercado o local. Mas segundo a BBC, o embaixador do Chade na Etiópia negava que a capital tenha caído nas mãos dos rebeldes e afirmava que o presidente Idriss Déby estava "bem" em seu palácio. Houve intensas trocas de tiros no centro da cidade e uma testemunha disse tanques do exército foram queimados nas ruas.
O Ministério das Relações Estrangeiros francês condenou a tentativa de "tomar o poder pela força", culpando "as forças armadas a partir do exterior."
Durante o conflito, milhares de pessoas deixaram Ndjamena em direção a cidades próximas da capital ou a Camarões.
Após três dias de combates, os insurgentes do CMA aceitaram uma trégua unilateral pedida por um grupo de mediadores de Burquina Fasso e Líbia. Mas permanecia uma incerteza no país. Enquanto o regime de Déby afirmava que suas tropas mantinham o "controle total" da capital e do resto do país, os rebeldes chadianos anunciavam ocupar posições a menos de 50 quilômetros da cidade. Em 15 de fevereiro, o governo decretou estado de emergência para lutar contra o CMA. Já os insurgentes declaravam que discutiam um novo ataque às forças leais a Déby.

### Acordo de Dacar
Em março de 2008, os presidentes Idriss Deby e Omar al-Bashir assinaram mais um acordo de paz que visava colocar fim a cinco anos de hostilidades entre Chade e Sudão. Os dois líderes se comprometiam a pôr em prática pactos de não-agressão firmados nos fracassados tratados anteriores. A assinatura do novo acordo foi feita durante uma cúpula da Organização da Conferência Islâmica, em Dacar, Senegal, e contou ainda com a presença do secretário-geral da ONU Ban Ki-moon e com a mediação do presidente senegalês Abdoulaye Wade. Mas em maio, os dois países rompiam novamente relações diplomáticas.

### Ofensiva rebelde
Em 12 de junho de 2008, tropas da União Europeia no leste do Chade reforçaram as patrulhas em torno dos campos de refugiados e de ajuda internacional, após os rebeldes anunciaram uma nova ofensiva. O governo do Chade e os rebeldes davam versões conflitantes sobre as movimentações militares na região Dar Sila, perto da fronteira Sudão, onde soldados irlandeses da UE faziam a proteção dos campos de refugiados das Nações Unidas para chadianos e sudaneses.
Enquanto porta-vozes dos rebeldes chadianos disseram que os insurgentes avançavam com força no oeste e tinham abatido um helicóptero governo, fontes do governo rejeitavam a "propaganda rebelde" e diziam que o helicóptero tinha batido durante aterrissagem por "problemas técnicos". O batalhão irlandês disse que em 11 de junho recebeu informações de combates entre forças rebeldes e helicópteros governamentais em Modeina, a 70 km nordeste Goz-Beida.
Em 14 de junho, havia informações de combates no centro de Goz-Beida. As tropas de paz irlandesas estacionadas lá responderam depois de ficarem sob ataque na cidade que os rebeldes capturaram brevemente. Colunas entre 80 e 100 caminhões rebeldes foram vistas saíndo em direção a Goz Beida, de acordo com a agência de notícias Reuters. Medical workers reported that at least 24 people were injured and one woman killed in the attack. [38] Médicos estrangeiros na região informaram que pelo menos ma mulher morreu e 24 pessoas ficaram feridas no ataque.
Em 15 de junho, os rebeldes chadianos capturaram a cidade de Am Dam, cerca de 600 km a leste de Ndjamena, segundo um porta-voz rebelde. "Tomamos a cidade na metade do dia(…) As tropas governamentais não oferecem muita resistência(…) Nosso objetivo é não tomar essas cidades, mas sim não deixar obstáculos no caminho até Ndjamena", declarava Gueddei Ali, porta-voz rebelde. Em 16 de junho, os rebeldes disseram terem também tomado a cidade de Biltine, a terceira maior do país.
Em 17 de Junho, Mahamat Hissene, ministro da comunicação chadiano, acusava tropas sudanesas de atacarem um quartel do exército chadiano em Adé com tropas apoiadas por helicópteros. Naquele mesmo dia, rebeldes chadianos alegaram que tinham tomado o controle de Am Zoer e capturado um militar de alta patente, mas o exército afirmou no dia seguinte ter derrotado os insuregentes.

## Processo de paz

### Retirada das Nações Unidas
Em janeiro de 2009, o governo do Chade pediu que a Organização das Nações Unidas iniciasse o processo de retirada da missão de paz no leste do Chade. O governo do Chade criticou a lenta implantação da missão da ONU, registro desiguais de sucesso e melhorias na situação de segurança como razões para sua decisão. Em maio de 2009, a ONU revisou o mandato da missão e autorizou a sua retirada gradual e o encerramento até o final do ano, e efetivamente passou toda a responsabilidade de proteção de civis, incluindo as populações deslocadas e refugiados de Darfur, para as forças de segurança do Chade.

### Harmonia entre o Chade e o Sudão
Um acordo para a restauração da harmonia entre o Chade e o Sudão, assinado em 15 de janeiro de 2010, marcou o fim de uma guerra de cinco anos. A correção nas relações levaram os rebeldes chadianos do Sudão a retornarem para casa, a abertura da fronteira entre os dois países, após sete anos de encerramento, bem como a implantação de uma força conjunta para proteger a fronteira. O presidente Idriss Déby visitou Cartum, em fevereiro, pela primeira vez em seis anos, e em julho, o Chade, um Estado-membro do Tribunal Penal Internacional (TPI), acolheu o presidente sudanês Omar al-Bashir, ganhando a alegação duvidosa de ser o primeiro Estado-membro do TPI a abrigar um suspeito do tribunal.

## Refugiados

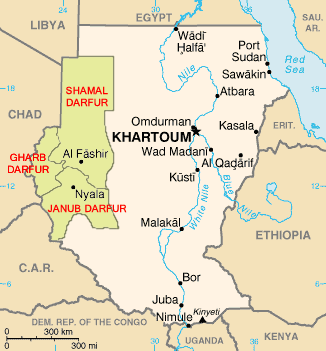
Mapa mostrando Darfur, no Sudão, antes da independência sul-sudanesa.

Refugiados da República Centro-Africana fugiram para o norte em direção ao Chade para tentar escapar de uma guerra civil e dos ataques de bandoleiros conhecidos como como coupeurs de route, de rebeldes e das tropas governamentais que têm matado imprudentemente civis no âmbito de uma ampla operação, durante todo conflito entre Chade e Sudão. Em 17 de fevereiro de 2006, 17 2800 refugiados atravessaram a fronteira após o massacred de cinqüenta aldeões nas semanas anteriores. Mais de quatro mil refugiados vieram da República Centro-Africana naquele ano e outros 45 mil civis deste país procuravam asilo político no Chade.
O porta-voz do Alto Comissariado das Nações Unidas para os Refugiados, Ron Redmond, disse que "alguns refugiados falaram a ACNUR disse que eles tinham sido atacadas por bandoleiros, enquanto outros afirmam que foram vítimas de violentos ataques de rebeldes e/ou exército. O novo fluxo está criando uma enorme pressão sobre os já limitados recursos financeiros disponíveis para a nossa operação no sul do Chade." Refugiados normalmente iam para a aldeia chadiana de Békoninga, onde eram registados e depois levados para o campo de refugiados de Gondjé.
Em média 200 refugiados atravessavam a fronteira por dia. A porta-voz do ACNUR Jennifer Pagonis afirmou em coletiva a jornalistas em Genebra que "muitos refugiados contaram que fugiram de ataques das forças governamentais contra civis que as tropas da República Centro-Africana suspeitavam apoiar os grupos rebeldes. Refugiados também mencionaram incursões de grupos rebeldes que atacavam suas aldeias para pilhar alimentos e gado, bem como recrutavam à força jovens do sexo masculino. Alguns refugiados disseram a ACNUR terem sido vítimas de todos os três grupos em conflito - rebeldes, soldados do governo e bandidos."
A representante do ACNUR no Chade Ana Liria-Franch disse que "a situação na República Centro-Africana necessita urgentemente de ser abordada pela comunidade internacional, antes que seja tarde demais. Abusos contra civis não parecem se limitam a apenas um dos lados - grupos rebeldes, bandidos e todas as forças governamentais são mencionados pelo refugiados. É crível que eles estão sem dúvida aterrorizando estas desamparadas populações." Trezentos mil sudaneses refugiados de Darfur fugiram do oeste em direção ao Chade oriental, mas o assédio de grupos rebeldes era tão forte que alguns civis chadianos começaram a fugir do leste para o Sudão ocidental. A maior parte destes civis eram mulheres e crianças. O porta-voz da ACNUR Ron Redmond afirmou, em nota de imprensa, em Genebra, que "agora temos refugiados se dirigindo em ambas direções, nesta região cada vez mais volátil."
A porta-voz da agência de refugiados das Nações Unidas Jennifer Pagonis declarou que "além dos mais de 200 mil refugiados sudaneses de Darfur que têm procurado refúgio no leste do Chade nos últimos três anos, agora estamos vendo que algumas indicações de que alguns chadianos fogem na direção oposta para Darfur."